# Referendo sobre punição corporal na Nova Zelândia em 2009
O referendo neozelandês de 2009 sobre punição corporal foi realizado em 31 de julho.

## Antecedentes
A 'lei antipalmada' foi adotada em 2007 e revogou outra que permitia que pais utilizassem "força aceitável" para disciplinar seus filhos. A legislação tem o objetivo de impedir que as pessoas utilizem o argumento da "disciplina paterna" para se defenderem de acusações de agressão contra crianças.

## Pergunta
"A palmada como parte de uma punição apropriada por parte dos pais deve ser considerada um crime na Nova Zelândia?".

## Resultados e participação
Cerca de 54% dos eleitores do país participaram da votação. De acordo com as autoridades, 87,6% eleitores votaram no 'não', pela extinção da lei, e apenas 11,81% deles votaram no 'sim', pela manutenção da legislação que proíbe punições físicas. Apesar de a maioria dos eleitores ter se posicionado contra a lei, o resultado do referendo não precisa ser obrigatoriamente adotado pelo governo; e o primeiro-ministro, John Key, já afirmou que não modificará a legislação atual.

## Fonte
- Nova Zelândia rejeita em referendo lei contra a palmada em crianças